# Franklin Avenue Shuttle
Franklin Avenue Shuttle è una navetta della metropolitana di New York che collega la stazione di Franklin Avenue con quella di Prospect Park. Come le altre due navette della rete è indicata, nei cartelli in stazione e nelle mappe, con il colore grigio ardesia scuro e la lettera S. Internamente la Metropolitan Transportation Authority utilizza la lettera S per indicarla.

## Il servizio
Il servizio è attivo 24 ore su 24, 7 giorni su 7 ed è utilizzato quotidianamente da oltre 20 000 passeggeri.